# Orient (Illinois)
Orient és una població dels Estats Units a l'estat d'Illinois. Segons el cens del 2000 tenia 296 habitants.

## Demografia
Segons el cens del 2000, Orient tenia 296 habitants, 131 habitatges, i 80 famílies. La densitat de població era de 152,4 habitants/km².
Dels 131 habitatges en un 26,7% hi vivien nens de menys de 18 anys, en un 48,9% hi vivien parelles casades, en un 9,9% dones solteres, i en un 38,2% no eren unitats familiars. En el 34,4% dels habitatges hi vivien persones soles el 20,6% de les quals corresponia a persones de 65 anys o més que vivien soles. El nombre mitjà de persones vivint en cada habitatge era de 2,26 i el nombre mitjà de persones que vivien en cada família era de 2,89.
Per edats la població es repartia de la següent manera: un 24% tenia menys de 18 anys, un 9,1% entre 18 i 24, un 27% entre 25 i 44, un 22,6% de 45 a 60 i un 17,2% 65 anys o més.
L'edat mediana era de 39 anys. Per cada 100 dones de 18 o més anys hi havia 92,3 homes.
La renda mediana per habitatge era de 21.250 $ i la renda mediana per família de 22.188 $. Els homes tenien una renda mediana de 21.250 $ mentre que les dones 16.250 $. La renda per capita de la població era de 8.713 $. Aproximadament el 22,2% de les famílies i el 19% de la població estaven per davall del llindar de pobresa.

## Poblacions més properes
El següent diagrama mostra les poblacions més properes.